# Pseuderesia variegata
Pseuderesia variegata är en fjärilsart som beskrevs av Grose-smith och Kirby 1890. Pseuderesia variegata ingår i släktet Pseuderesia och familjen juvelvingar. Inga underarter finns listade i Catalogue of Life.